# NGC 364
NGC 364 is een lensvormig sterrenstelsel in het sterrenbeeld Walvis. Het hemelobject ligt ongeveer 211 miljoen lichtjaar van de Aarde verwijderd en werd op 2 september 1864 ontdekt door de Duitse astronoom Albert Marth.

## Synoniemen
- PGC 3833
- UGC 666
- MCG 0-3-69
- ZWG 384.67